# Фолс-Лейк
Фолс-Лейк (англ. Falls Lake) — водохранилище в Северной Каролине, США. Фолс-Лейк тянется на 45 км вверх по течению реки Ньюс до её истоков Эно, Флат-Ривер и Литл-Ривер. Названо по бывшим водопадам на реке Ньюс, которые сейчас затоплены. Водоём обеспечивает питьевой водой близлежащий район, включая столицу штата — город Роли.
Объём воды — 5,2 км³. Площадь поверхности — 50 км². Высота над уровнем моря — 76 м.
Возведение дамбы началось в 1978 году и было завершено в 1981 силами Инженерного корпуса армии США. Дамба представляет собой земляную насыпь высотой 88,8 м, длиной 584 м. Высота над уровнем воды — 28 м.

## В литературе
На Фолс-Лейк разворачивается действие романа Энди Макнаба «Кризис Четыре» (1999).